# René Pleven
René Pleven (Rennes, 15 aprile 1901 – Parigi, 13 gennaio 1993) è stato un politico francese.

## Biografia
Durante la seconda guerra mondiale, dopo l'invasione tedesca della Francia e l'assunzione dei poteri da parte del Maresciallo Pétain, lasciò la Francia e riparò a Londra, dove divenne uno tra i più stretti collaboratori del generale Charles De Gaulle. Dopo aver ottenuto il riavvicinamento dell'Africa Equatoriale Francese alla Francia libera e aver organizzato e presieduto la Conferenza di Brazzaville, nel settembre 1944 fu nominato ministro delle Colonie e in seguito anche ministro della Finanze fino al 1946. Fu poi ministro della Difesa nel governo di Georges Bidault tra il 1949 e il 1950.
È stato una prima volta Presidente del Consiglio della Francia dal 12 luglio 1950 al 10 marzo 1951, nel periodo della nascita della Comunità europea di difesa e della disfatta in Indocina. Viene ricordato anche perché il 24 ottobre 1950, in un discorso pubblico, fu il primo a proporre la creazione di un esercito europeo , noto come piano Pleven.
Nel 1951 è stato vicepresidente del governo di Henri Queuille e poi una seconda volta Presidente del Consiglio della Francia dall'11 agosto 1951 al 20 gennaio 1952. Fu in seguito ripetutamente ministro della Difesa tra il 1952 e il 1954 e poi ministro degli Esteri nel 1958.